# Clepsydrops
Clepsydrops es un género de sinápsidos pelicosaurios de principios del Carbonífero Superior, relacionado con Archaeothyris y los sinápsidos ancestros de los mamíferos.  Como muchos amniotas terrestres primitivos, su dieta consistía en insectos y animales pequeños. Ponían los huevos en tierra firme en lugar de hacerlo en el agua, como hacían la mayoría de sus ancestros tetrápodos. Sus mandíbulas estaban ligeramente más avanzadas que Paleothyris y Hylonomus.  